# Yoshiyuki Momose

Yoshiyuki Momose (en japonés 百瀬 義行) (nacido el 29 de noviembre de 1953 en Tokio) es un animador, un diseñador gráfico y un director de cine japonés. Colaboró durante mucho tiempo con producciones de studio Ghibli, principalmente en la animación clave, Contribuyó a numerosas películas y series, así como a los videojuegos de la franquicia Ni no kuni, de la cual dirigió una película animada derivada en 2019.

## Biografía
Yoshiyuki Momose nació el 29 de noviembre de 1953.
Momose trabajó por primera vez como animador para los estudios Studio Neo Media y A Pro. Participó así en series como Tensai Bakabon (1971-1972), Dokonjō gaeru (1972-1974) y Hajime ningen Gyatorus (1974-1976).  En A Pro, conoce a Yoshifumi Kondō. Este último se lo recomendó a Isao Takahata, quien en ese momento buscaba animadores para su proyecto cinematográfico La tumba de las luciérnagas. Takahata lo reclutó para ser parte del equipo de animación de Studio Ghibli y donde trabajó en la película La tumba de las luciérnagas, que se estrenó en 1988. Momose continuó su trabajo para Ghibli colaborando en las películas Recuerdo del ayer y Pompoko, también dirigidas por Takahata. Luego trabajó bajo la dirección de Yoshifumi Kondō, en Susurros del corazón. 
Momose participó en varias películas de Hayao Miyazaki  desde la Princesa Mononoke, para el cual realiza efectos especiales. Momose trabaja luego en  Mis vecinos los Yamada de Isao Takahata, cuyos dirige los storyboards, la apuesta en escena y la animación para la primera mitad. Momose dirige cortometrajes  productos por Ghibli, como los Ghiblies episodio 2, también trabaja realizando videos musicales para el grupo Capsule y retorna a su trabajo de animador para Ghibli para el largometraje Los Cuentos de Terramar de Gorō Miyazaki.
En 2005, Yoshiyuki Momose funda su propio estudio, el studio Kajino, pero continúa trabajando en paralelo para el studio Ghibli.
Momose participa luego en un proyecto de un videojuego cuyo universo y dirección artística están confiados a Studio Ghibli: Ni no kuni, desarrollado por Level-5, para el que dirige la animación. El juego fue lanzado en Japón en 2010. También trabaja en Ni no kuni II pero esta vez sin Studio Ghibli, videojuego lanzado en 2018 en Japón.
En 2018 participa en la película de antología llamada Modest Heroes de Studio Ponoc, dirigiendo el segundo de los tres cortometrajes llamado Life Ain't Gonna Lose, también conocida como Samurai Egg. En 2019 se estrena la película Ni no kuni, el primer largometraje dirigido por Yoshiyuki Momose, adaptado de la serie de juegos vídeo del mismo nombre

## Filmografía parcial

### Animación
- 1988 : La tumba de las luciérnagas (火垂るの墓 Hotaru no haka?)

### Animación clave
- 1971-1972 : Tensai Bakabon (天才バカボン?), serie televisada (52 episodios)
- 1978 : Perrine monogatari (ペリーヌ物語?), serie televisada
- 1981 : Belle y Sebastián (名犬ジョリィ Meiken Jorī?) (serie televisada (y director de la animación, 52 episodios)
- 1992 : Porco Rosso (紅の豚 Kurenai no buta?)
- 1995 : Susurros del corazón (耳をすませば Mimi o sumaseba?)
- 2001 : El viaje de Chihiro (千と千尋の神隠し Sen to Chihiro no kamikakushi?)
- 2017 : Mary y la flor de la bruja (メアリと魔女の花 Meari to majo no hana?)

### Dirección
- 2002 : Ghiblies episodio 2, cortometraje
- 2018 : Life Ain't Gonna Lose (サムライエッグ Samurai eggu?) , cortometraje, parte de la película Modest Heroes
- 2019 : Ni no kuni (二ノ国?)
- 2021 : Tomorrow's Leaves, cortometraje
- 2023 : The Imaginary

## Videojuegos
- 2010 : Ni no kuni : dirección de la animación.
- 2018 : Ni no kuni II : diseñador de personajes.

## Reconocimientos
En 2014, Yoshiyuki Momose fue nominado para el premios Bafta Games, en la categoría "Logro artístico" por su trabajo en el videojuego Ni no kuni.